# Sampih (Wonopringgo)
Sampih is een bestuurslaag in het regentschap Pekalongan van de provincie Midden-Java, Indonesië. Sampih telt 1236 inwoners (volkstelling 2010).